# Hasahatan Julu
Hasahatan Julu is een bestuurslaag in het regentschap Padang Lawas van de provincie Noord-Sumatra, Indonesië. Hasahatan Julu telt 1444 inwoners (volkstelling 2010).